# 혈당지수

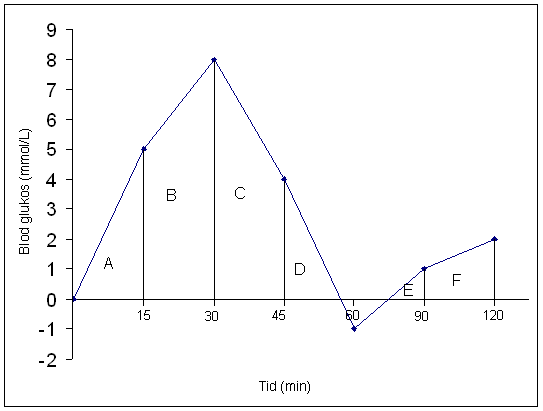
식후 혈당지수를 나타낸 그래프

혈당지수는 일정한 양의 시료식품 탄수화물을 섭취한 후의 혈당 상승 정도를 같은 양의 표준 탄수화물 식품을 섭취 후의 혈당 상승 정도와 비교한 값을 말하며, 이에 따라 혈당지수가 높은 식품과 낮은 식품으로 분류한다.

## 역사
1981년 캐나다 토론토 대학교 데이빗 젠킨스 교수팀이 당뇨병 환자의 식단을 위해 제안한 개념으로 음식 섭취 후 혈당이 상승하는 속도를 0부터 100까지의 수치로 나타낸다.
혈당지수가 높은 식품은 혈당을 빠르게 상승시켜 인슐린의 과잉분비를 일으킨다. 인슐린이 과잉 분비되면 혈당이 저하되면서 체지방 축적이 일어나 비만이 촉진된다. 인슐린은 췌장에서 분비되기 때문에, 고혈당지수 식품은 췌장을 망가뜨린다.

## 혈당지수의 결정요인
혈당지수는 탄수화물의 소화 흡수 정도 및 인슐린 반응과 관련이 깊으므로 이에 영향을 미치는 요소들의 영향을 받는다. 즉, 장의 운동, 소화 흡수, 전분의 종류, 조리방법, 분자크기, 식품이나 식사에 포함된 지방, 단백질, 섬유소 성분 등이 모두 혈당지수의 결정요인이 된다.

## 종류
전통적인 전분 식품, 전곡류, 두류, 쌀, 파스타 등에 포함된 당은 혈당지수가 낮은 식품에 속하고, 설탕, 단당류 등은 혈당지수가 높은 식품에 속한다.
2 땅콩의 혈당지수는 식품들 중에서 가장 낮다.
혈당지수가 높은 식품, 70 이상
흰빵(100), 흰쌀(92)
- 혈당지수 보통 식품, 55~69
  - 햄버거(66), 아이스크림(61), 현미(55), 어묵(55)
- 혈당지수가 낮은 식품, 55 이하
  - 바나나(52), 키위(50-53), 포도(43-53), 고구마(46), 두부(42), 연두부(42), 당근(41), 귤(40), 저지방우유(34-39), 사과(36), 된장(33), 배(32), 오렌지(31), 딸기(29), 복숭아(28), 강낭콩(25-29), 보리(25), 자몽(25), 아몬드(25), 두유(23), 체리(22), 콩(15-19), 다시마(17), 파래(16), 미역(16), 김(15), 땅콩(13)

## 영양적 측면
낮은 혈당지수의 식품을 섭취하는 것은 당뇨병과 심장순환계 질병의 예방과 치료에 효과가 있는 것으로 알려져 있으므로, 혈당지수가 낮은 식품을 선택할 것을 권장한다.

## 한계점
식품의 혈당지수 값의 평가가 이루어지지 않은 것이 많아서 실제로 광범위하게 적용하기에는 한계가 있다.